# Matsue
Matsue (松江市 Matsue-shi) er en by i Japan.
Matsue ligger i Regionen Chūgoku på den østlige del af øen Honshu. Byen ligger på Honshus nordkyst mellem Shinji-søen og Nakaumi-søen på bredden af Ohashi-floden, der løber mellem de to søer. Den har 201.802(2021) indbyggere og er hovedby og den største by i præfekturet Shimane.